# Tim Seidel
Tim Seidel (* 25. Juni 1982) ist ein deutscher Schauspieler. Er lebt in Köln.

## Leben
Ausgebildet wurde er an der Film Acting School Cologne in Köln. Durch die Rolle des Rafael Stern, den er 2004 in der ProSieben-Dokuserie Die Streetworker spielte, wurde er bundesweit bekannt. 2005 war er Protagonist in einem Kino- und TV Spot für das BMVBW. Es folgten Rollen in Peter Spielmanns Filmen The Church und Swati. 2005/06 spielte er als Jan zusammen mit Claudia Brand in der ProSieben-Comedy "Mars & Venus". Seine Gast-Partner in der Serie waren Djamila Rowe, Christoph Maria Herbst und Kader Loth.
In einer Episode von Verbotene Liebe war er 2007 zu sehen. 2008 spielte er einen von drei Hauptdarstellern in einem Fernsehwerbespot für Pitstop. 2009 sah man ihn in einer Hauptrolle als Jungkommissar in dem WDR Doku-Spielfilm Geschnappt – Letzte Chance für schwere Jungs. 2010 hatte er Episodenrollen bei Unter uns und Alles was zählt und spielte als Protagonist in einem Werbespot für die Firma Seco. In der ZDF-Serie Aktenzeichen xy-ungelöst spielte er 2012.
Tim Seidel ist ebenfalls studierter Sozialpädagoge, als welcher er seit 2013 auch fest angestellt arbeitet und hat einen Masterabschluss in Kultur, Ästhetik und Medien.
Neben dem Schauspiel dreht er selber Filme und produziert Musik. Er ist Mitglied der Hip-Hop-Band K.L.A.